# Langenbroich
Langenbroich (spreek uit: Langenbrooch) is een plaats in de Duitse gemeente Kreuzau, (Noordrijn-Westfalen), en telt 137 inwoners (juli 2018). Het dorpje ligt iets ten westen van de wat grotere plaatsen Bergheim en Winden.

## Heinrich-Böll-Haus

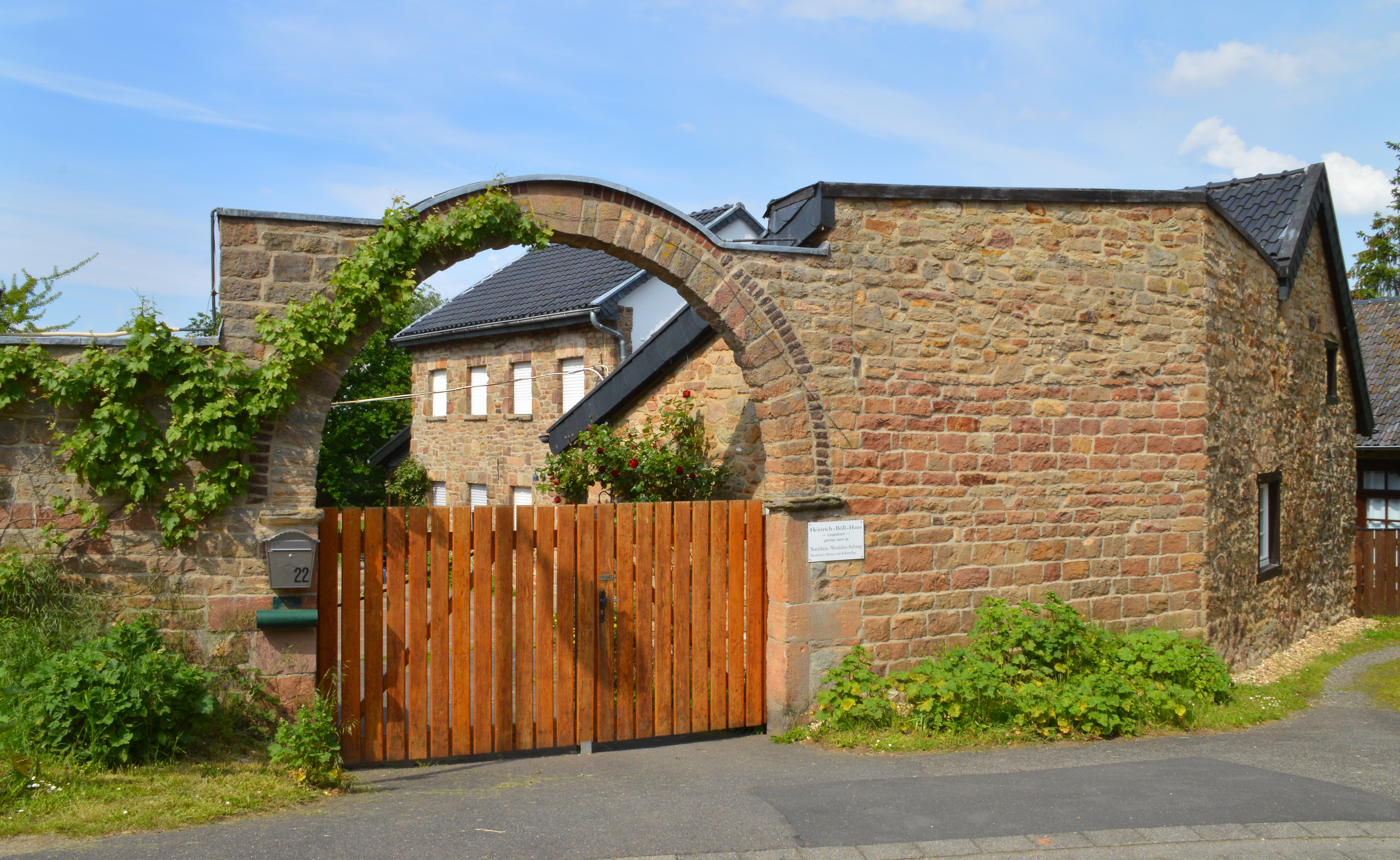
Het Heinrich-Böll-Haus

Het dorpje is internationaal bekend, omdat hier het huis staat, waarin de beroemde schrijver Heinrich Böll zijn levensavond doorbracht. Böll overleed er in 1985, zijn weduwe Annemarie in 2004. Böll had het huis, dat waarschijnlijk reeds voor 1700 als grote boerderij was gebouwd, in de jaren zestig als vakantiewoning gekocht; rustig gelegen en buiten bereik van ongewenste journalistieke benadering. Toch werd zijn rust minstens éénmaal ruw verstoord: op 1 juni 1972 deed een anti-terreureenheid van de politie er een inval en verrichtte huiszoeking. Journalisten van Axel Springer SE hadden de politie getipt, dat Böll er onderdak zou verlenen aan terroristen van de Rote Armee Fraktion. De tip bleek onjuist.
De Russische schrijver en Nobelprijswinnaar Aleksandr Solzjenitsyn heeft er na zijn uitwijzing uit de Sovjet-Unie op 13 februari 1974 korte tijd verbleven als gast van Böll.
Na de dood van de schrijver werd het vanaf 9 juni 1991 het Heinrich-Böll-Haus, een centrum voor tijdelijk onderdak (4-6 maanden) en voor ondersteuning van schrijvers, dichters en aanverwante kunstenaars.